# Augustusbrunnen

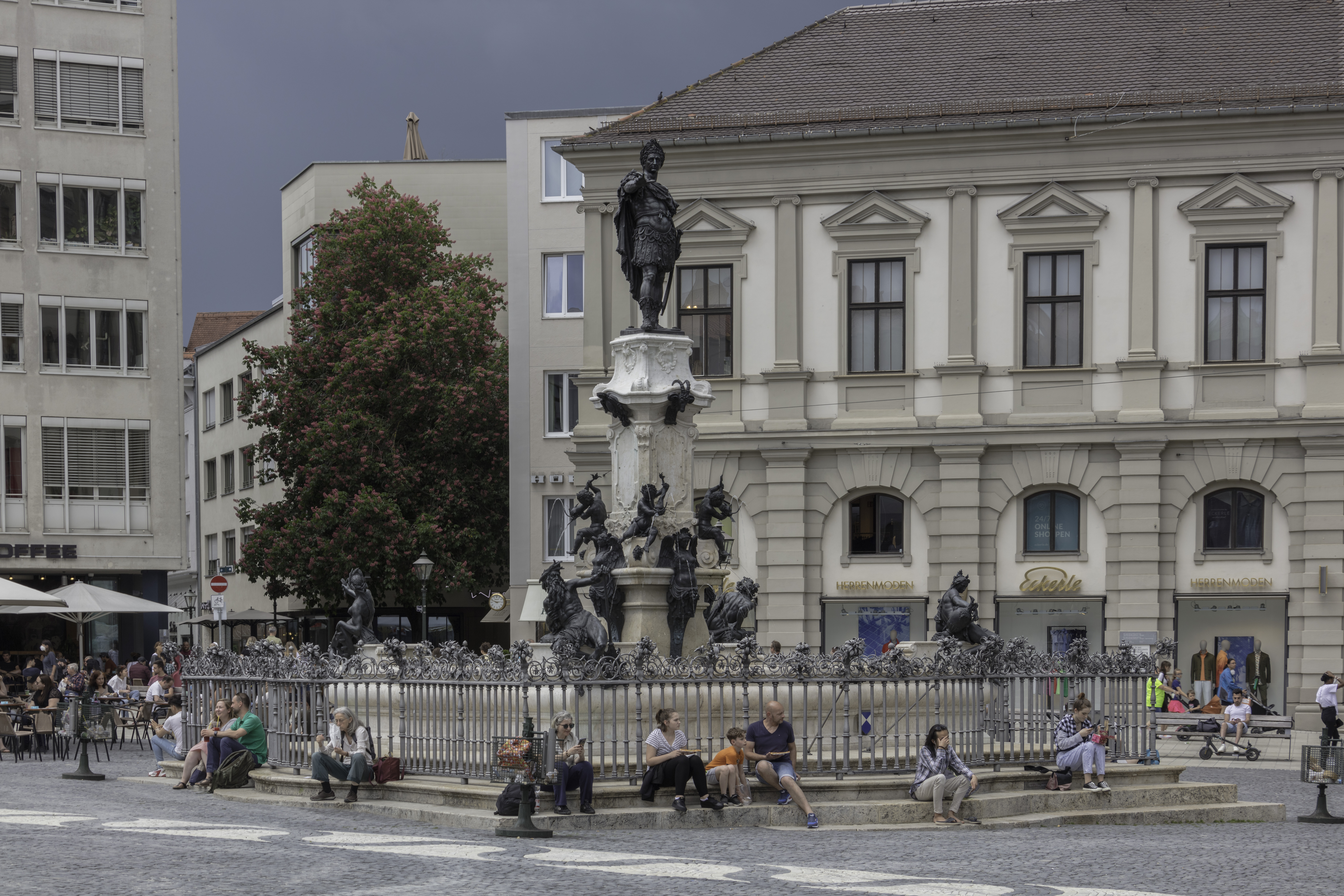
Augustusbrunnen auf dem Rathausplatz in Augsburg

Der Augustusbrunnen auf dem Rathausplatz ist neben dem Merkurbrunnen und Herkulesbrunnen einer der drei Prachtbrunnen in Augsburg. Er wurde 1589–1594 von Hubert Gerhard im Stil der Renaissance geschaffen. Seine Hauptfigur stellt den Stadtgründer und römischen Kaiser Augustus dar.
Der Brunnen wurde als Teil des „Augsburger Wassermanagement-Systems“ am 6. Juli 2019 in die Welterbeliste der UNESCO aufgenommen.

## Lage
Der Augustusbrunnen steht auf dem heutigen Augsburger Rathausplatz nicht direkt gegenüber vom Augsburger Rathaus, sondern eher vor dem benachbarten Perlachturm. Die „unmittige“ Position des Prachtbrunnens auf dem Platz kommt daher, dass der Rathausplatz ursprünglich deutlich kleiner als heute war und nur den Nordteil des heutigen Platzes einnahm. Erst Anfang der 1960er Jahre wurde er im Zuge der Entfernung von Ruinen aus den Luftangriffen des Zweiten Weltkriegs auf seine heutigen Dimensionen vergrößert. Zudem wurde auch der Brunnen einige Meter in Richtung Norden versetzt.

## Geschichte
Der Augsburger Augustusbrunnen wurde in den Jahren 1588 bis 1594 nach Modellen des niederländischen Bildhauers Hubert Gerhard von dem Stadtgießer Peter Wagner gegossen. Beim Guss verwendete man Bronze und Messing. Das Becken und die Brunnensäule bestehen aus Marmor. Der Brunnen ist dem Stil der manieristischen Renaissance zuzuordnen.
Der Entwurf des Brunnens könnte, wie schon im 19. Jahrhundert vermutet, von Peter Candid stammen. Im Louvre befinden sich zwei Zeichnungen einer Brunnenfigur, die jetzt Peter Candid zugeschrieben werden. Die Zeichnungen sind sehr detailliert, es fehlt jedoch ein Reif am Oberarm und der Inhalt des Füllhorns ist üppiger gestaltet. Im Ausstellungskatalog „Wasser Kunst Augsburg“ (2018) liest man, dass Candid die Figur kurz nach dem Guss zeichnete und später noch der Armreif dazugefügt wurde, um eine Rissbildung am Oberarm zu vermeiden. Tatsächlich sind an der Unterseite des Oberarms Gussfehler, doch das Bayerische Landesamt für Denkmalpflege schließt die nachträgliche Anbringung des Oberarmreifs aus. Es bleiben also nur zwei Möglichkeiten übrig: Entweder hat Peter Candid das (fast) fertige Wachsmodell gezeichnet, dem Künstler Hubert Gerhard erschien der Arm der Figur zu „nackt“, und er fügte noch einen Armreif hinzu – oder Peter Candid zeichnete die Entwürfe für diese Figur, und vielleicht auch für den ganzen Brunnen. Das filigran gezeichnete Füllhorn mit Ähren hätte so vermutlich auch im Guss nicht umgesetzt werden können; eine vereinfachte Umsetzung im Guss wäre plausibel.
Im Februar 1940 wurden die Figuren des Augustusbrunnens vorsorglich abgebaut und eingelagert. Das Brunnenbecken und die zentrale Brunnensäule überstanden die Kriegsjahre weitgehend unbeschädigt. 1950 kehrten die Figuren an ihren angestammten Platz zurück. Das historische Brunnengitter, das einst die Anlage einfriedete, wurde 1984 wieder ergänzt und vervollständigte damit das Gesamtbild des Augustusbrunnens am Rathausplatz.

## Beschreibung der Bestandteile

### Statue des Augustus

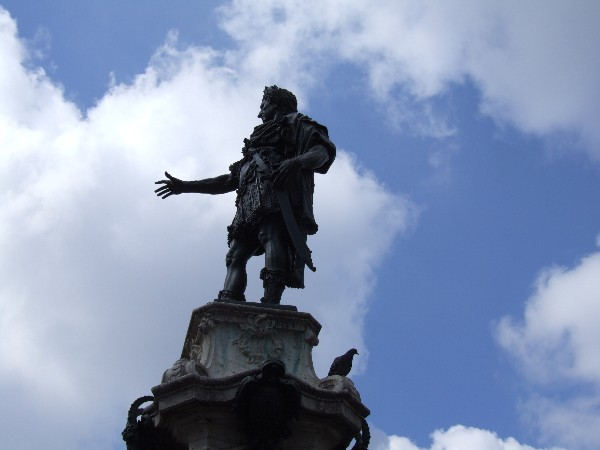
Augustusbrunnen, Kaiser Augustus

Die Figur des Augustus ist ca. 2,50 m hoch. Nach alter Überlieferung wurden zum Guss 27 Wiener Zentner Bronze benötigt. Das sind etwa 1500 kg. Laut dem Bayerischen Amt für Denkmalpflege wiegt diese Figur etwa 1,8 t. Damit ergibt sich für den Gusskern, der ja noch in der Figur ist, etwa ein Gewicht von 300 kg. Der Abguss der Figur wiegt, da dieser in einem anderen Gussverfahren hergestellt ist und dadurch die Wandstärke gleichmäßiger ist, nur etwa 600 kg.
Der Kaiser ist als etwa 50-jähriger Mann dargestellt. Die Geste der erhobenen Rechten ist die der „adlocutio“, der feierlichen Ansprache an das Heer. Ein Lorbeerkranz schmückt das Haupt des Kaisers; Lorbeer als Zeichen des Ruhmes, der Ehre, der Ruhe und des Friedens. Auf dem Waffenrock sind Reliefs zu sehen, die die Eigenschaften eines Kaisers versinnbildlichen sollen: Löwenköpfe als Zeichen der Stärke, Delphine mit Dreizack als Zeichen des raschen Entschlusses und Tritonen, Mischwesen aus Mensch und Fisch. Zu Füßen des Augustus befindet sich das Stadtwappen von Augsburg, der Pinienzapfen (die Zirbelnuss) auf einem korinthischen Kapitell, sowie zwei Steinbockschädel, Hinweise auf das Sternzeichen, unter dem Augustus geboren worden war, und welches Astrologen auch der Stadt zugewiesen haben.

### Inschriften
Die Inschriften an diesem Brunnen, ursprünglich aus eingelegten Metallbuchstaben, wurden 1749 durch feuervergoldete Inschriften ersetzt. Die erste Inschrift ist Kaiser Augustus, dem Gründer und Wohltäter der Stadt, gewidmet: IMP.CAES.DIVI.F AUGUSTO PARENTI COLONIA AUGUSTA VINDEL. Die nach der römischen Eroberung des Voralpenlandes durch Drusus und Tiberius entstandene Zivilsiedlung am Zusammenfluss von Lech und Wertach erhielt vermutlich unter Kaiser Tiberius den Namen Augusta Vindelicum. Die zweite Inschrift bezieht sich auf Kaiser Rudolf II., in dessen Regierungszeit die Aufstellung des Brunnens erfolgte: POSITA ANNO A.CHR NATO MDXCIII IMP.CAES.RUDOLPHO P.F.AUG. Heute ist die Inschrift folgendermaßen erweitert: MONUMENTUM BELLO DESTRUCTUM A.D. MCMXXXXIV RENOVATUM AERE CIVITATIAS A.D. MCML, und erinnert an die Zerstörung im letzten Krieg und die Restaurierung im Jahr 1950.
Die Tafel, die nach Westen zeigt, hat die Inschrift: ANNO A. COL DED MDCV IOAN VELSERUS II VIR PROBAVIT = Im Jahre 1605 seit Einweihung der Pflanzstadt (= 11 vor Chr.) gab der Stadtpfleger Johannes Welser seine Billigung. Die vierte Tafel war zunächst unbeschrieben. Erst später nahm sie die Texte auf, die von Restaurierungsarbeiten in den Jahren 1672 und 1749 am Brunnen berichten.

### Brunnenfiguren

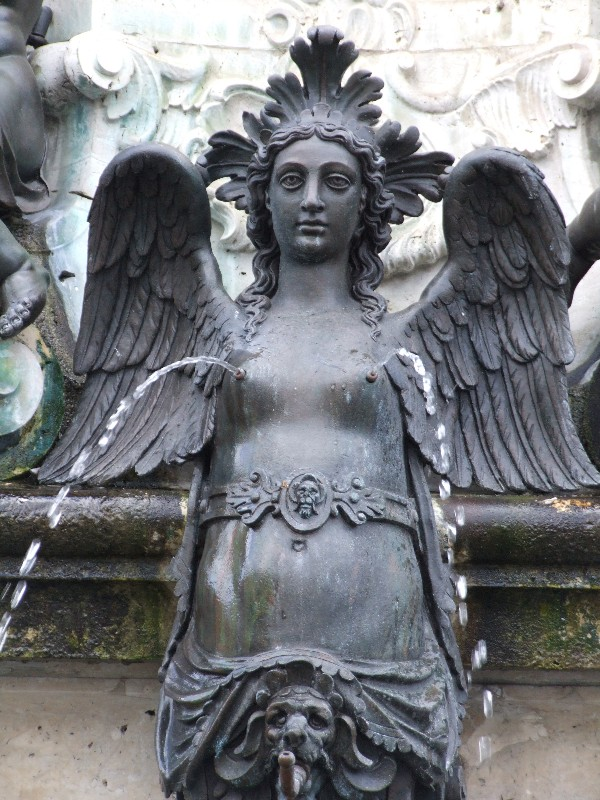
Augustusbrunnen, weibliche Herme

Am Brunnenpfeiler befinden sich weibliche Hermen, auch Pflockweiber genannt, die aus ihren Brüsten Wasser sprühen. Sie sind Sinnbilder des Überflusses, des Reichtums. Die vier Wassergottheiten auf dem Beckenrand des Brunnens stellen symbolisch die Flüsse Lech, Wertach, Brunnenbach und Singold dar. Die Figuren sind:
- Der Lech, als Flussgott mit einem Kranz aus Fichtenzapfen, Wolfsfell und Flößerpaddel, das Schilfgräser, Krebs und Fische zieren.
- Die Singold, als Flussgöttin mit Ährenkrone, Ähren und Zahnradviertel.
- Die Wertach, als Flussgott mit Eichenlaubkranz, Fischernetz und Fisch.
- Der Brunnenbach, als Flussgöttin mit krönchenartigem Kopfschmuck, auffallendem Halsschmuck und Schleier. Links trägt sie ein von seltenen Früchten überquellendes Füllhorn, rechts hält sie eine verzierte Kanne.

Diese Darstellungen der Flüsse wurden nicht aus Bronze gegossen, sondern aus einer Messinglegierung. Sie glänzten also golden, bevor sich eine Patina bildete.
Diese obengenannte Zuordnung der Flussgottheiten zu den Flüssen hat sich erst in jüngster Zeit in der kunsthistorischen Forschung durchgesetzt. Zeitnah zur Entstehungszeit des Brunnens findet man keine Schriften, die den Brunnen mit seiner Symbolik ausführlich beschreiben, zudem war diese wohl nur wenigen bekannt.
Lange galt eine davon abweichende Zuordnung der vier Figuren zu den Flüssen. Bei dieser stehen die Figuren in der oben angegebenen Reihenfolge für Lech, Wertach, Brunnenbach und Singold. Bei dieser Zuordnung entspricht das grammatische Geschlecht dem Geschlecht der Figur. Diese abweichende Zuordnung kann jedoch als falsch bezeichnet werden, denn bereits auf dem Titelkupferstich zu Markus Welsers Buch Rerum Augustanarum Vindelicarum libri octo von 1594 sind links der Lech als Flussgott mit den Attributen Fichtenzapfenkranz, Flößerpaddel und Wolfsfell, rechts die Wertach als Flussgott mit Eichenlaubkranz und Fischernetz abgebildet.
Einige Autoren ordnen die vier Gestalten auch den Jahreszeiten zu, wobei laut einer Quelle aus dem Jahr 1985 die beiden Frauen als Frühling und Sommer und die beiden Männer als Herbst und Winter gedeutet werden, oder auch den vier Elementen.

### Brunnengitter
Ein Meisterwerk der Schmiedekunst ist das von Georg Scheff 1564 geschaffene Brunnengitter, das von Spiralranken und Spindelblumen bekrönt ist. Es schützt den Brunnen vor Beschädigungen und das Wasser vor Verunreinigungen.

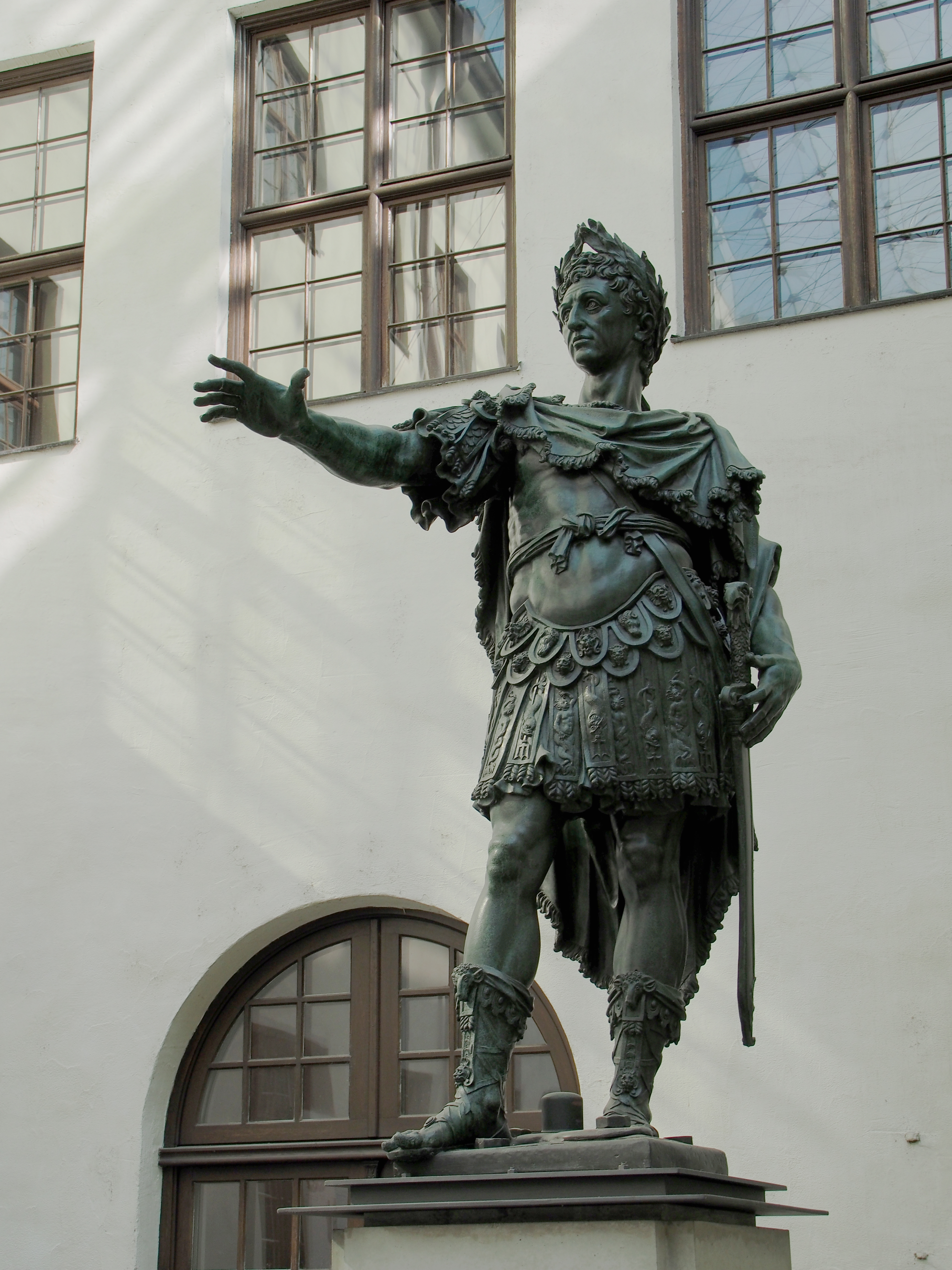
Originalskulptur im Maximilianmuseum

## Konservierung
Die optimale Konservierungsmethode für eine Bronze bietet sicherlich die Unterbringung im Innenraum. Die Figur des Augustus ist auf Grund der ungünstigen Legierungszusammensetzung im Vergleich zu den anderen Bronzen am Augustusbrunnen am stärksten geschädigt. Diese Tatsache bewog die Stadt Augsburg, das Bronzebildwerk im Innenraum aufzustellen. Die Brunnensäule wird nun von einem Bronzeabguss der Augustusfigur bekrönt, das Original wird im glasdachüberdeckten Innenhof des Maximilianmuseums präsentiert. Bei den WM-Feierlichkeiten 2014, als Fußballfans die Augsburger Prachtbrunnen belagerten, kam es zu Beschädigungen, woraufhin die Stadt auch die übrigen Figuren des Augustusbrunnens durch Kopien ersetzen ließ. Dies wurde nach und nach umgesetzt und war Mitte 2018 abgeschlossen. Alle Originale des Brunnens, übrigens auch die Bronzen der anderen Prachtbrunnen, befinden sich nun im Maximilianmuseum.

Detailansichten
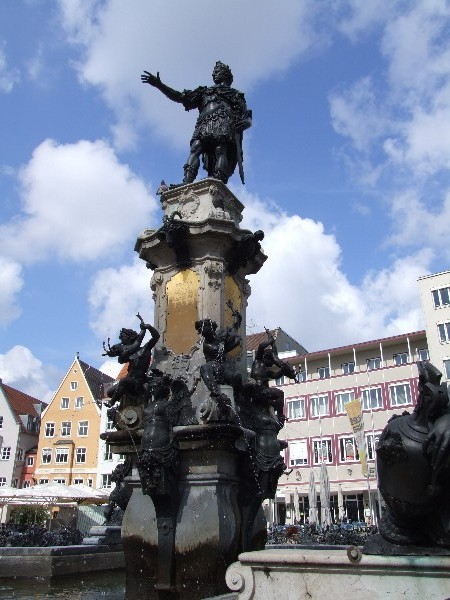
Brunnensäule
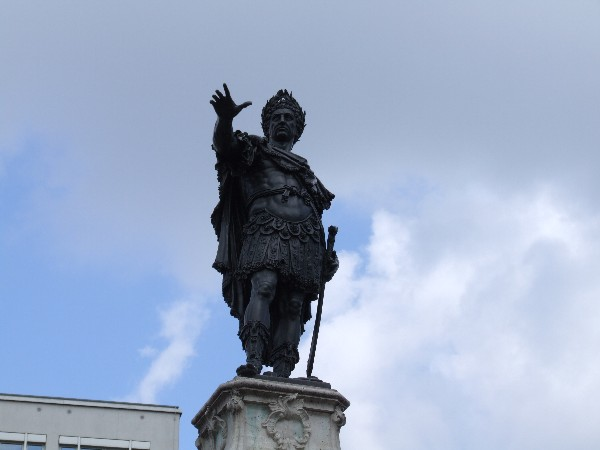
Kaiser Augustus
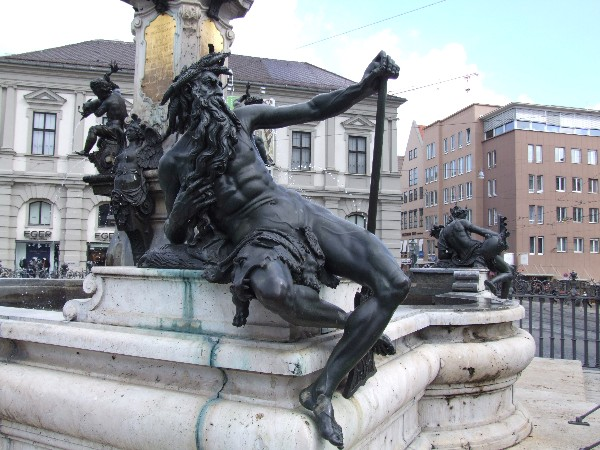
Lech
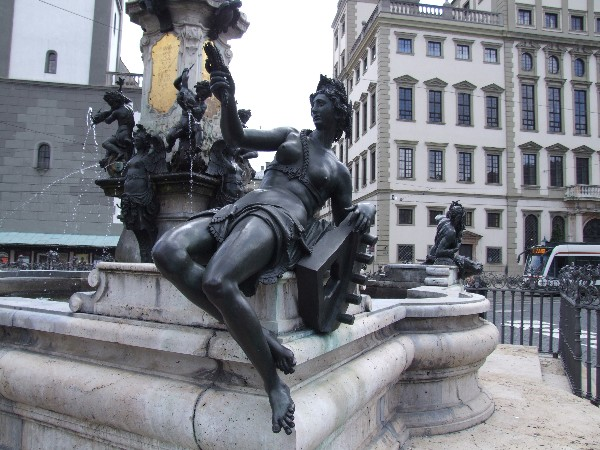
Singold
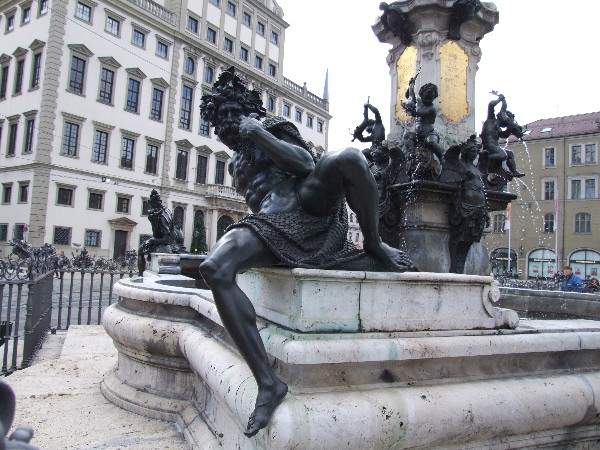
Wertach
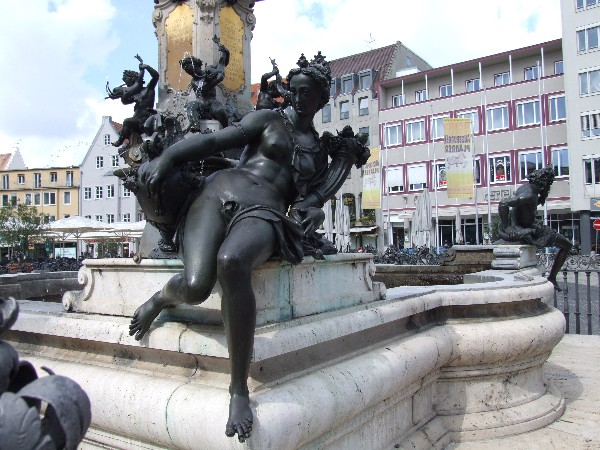
Brunnenbach
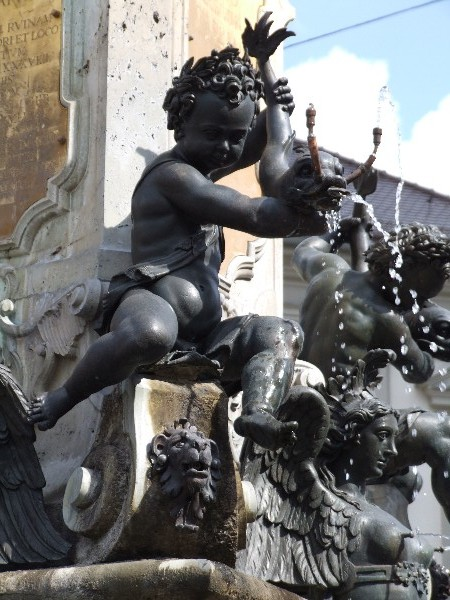
Amorette
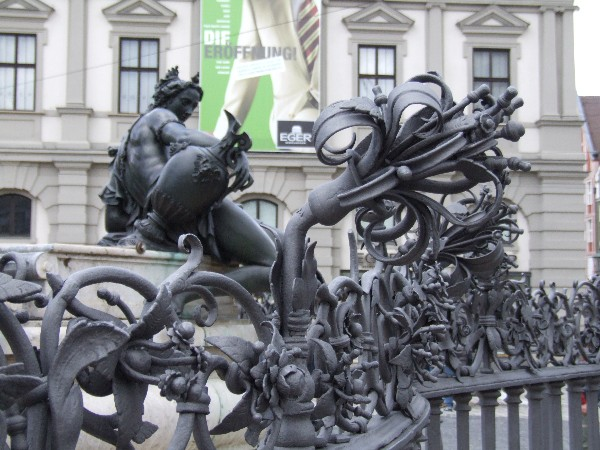
Gitter, im Hintergrund die Brunnenfigur Brunnenbach
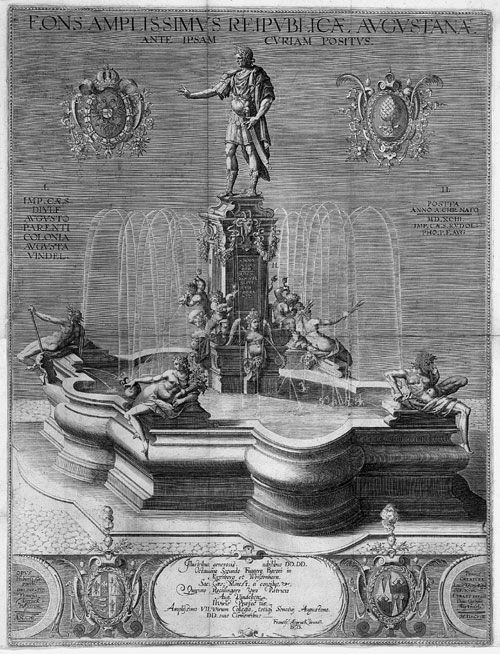
Kupferstich von Lucas Kilian, 1598

## Literatur

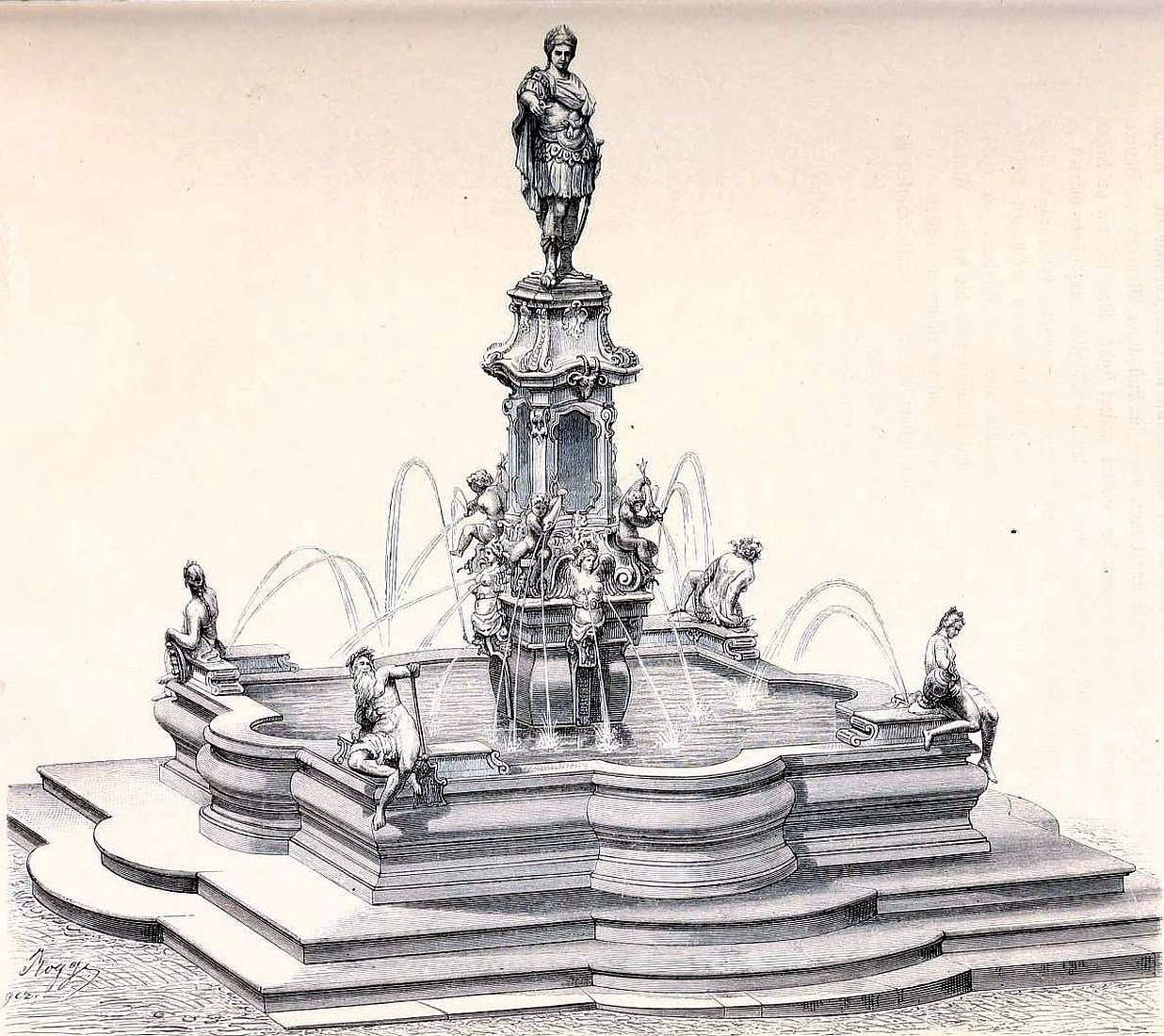
Theodor Rogge: Augustusbrunnen Zeichnung, 1882